# Тибодо, Том
Том Тибодо (англ. Tom Thibodeau, род. 17 января 1958 года) — американский баскетбольный тренер, в последнее время работавший главным тренером клуба Национальной баскетбольной ассоциации «Нью-Йорк Никс». До этого работал ассистентом главного тренера в «Бостон Селтикс». В сезоне 2007/08 вместе с «Селтикс» стал чемпионом НБА. В 2011 году, одержав 62 победы в регулярном чемпионате вместе с «Буллз», он был назван тренером года.

## Баскетбольная карьера
Тибодо выступал за баскетбольную команду университета Салем Стэйт. В 1981 году стал ассистентом главного тренера в университете, а в 1984 году стал главным тренером. На следующий сезон его взяли на работу ассистента главного тренера в Гарварде, где он провёл последующие 4 сезона.

## НБА
В 1989 году он стал ассистентом главного тренера команды «Миннесота Тимбервулвз», которая пришла в НБА в этом году в результате расширения лиги. После двух лет на этом посту он перешёл в «Сиэтл Суперсоникс», где исполнял обязанности скаута.

### Бостон Селтикс
30 августа 2007 года Тибодо был включён в тренерский штаб «Бостон Селтикс», которые надеялись улучшить свою игру в защите. С Тибодо «Селтикс» стала одной из лучших защитных команд в лиге. 4 ноября Тибодо исполнял обязанности главного тренера в игре против «Торонто Рэпторс», так как Док Риверс не смог присутствовать на матче из-за смерти отца.
Во время плей-оффа 2008 года Тибодо был одним из кандидатов на вакантную должность главного тренера «Нью-Йорк Никс», в котором он работал на протяжении 7 лет. Однако он так и не был назначен главным тренером ни одной из команд.

### Чикаго Буллз
2 июня 2010 года Тибодо прошёл собеседование с руководством «Чикаго Буллз», где обговаривалось возможное им занятие поста главного тренера. 5 июня «Буллз» сообщили, что Тибодо стал новым тренером команды. Он подписал трёхлетний контракт стоимостью 10 млн долларов. 1 мая 2011 года Тибодо был назван тренером года. Под его руководством команда одержала 62 победы, что является повторением рекорда по количеству побед для дебютного сезона. «Буллз» также впервые с эры Майкла Джордана завоевали титул чемпиона дивизиона.
В сезоне 2014/15 годов отношения между Тибодо и руководством клуба стали становиться более напряжёнными и, вскоре после проигрыша в полуфинале Восточной конференции «Кливленду Кавальерс», 28 мая 2015 года «Буллз» уволили его.

### Миннесота Тимбервулвз
20 апреля 2016 года Тибодо достиг соглашения с «Миннесотой Тимбервулвз» и занял должности главного тренера и президента по баскетбольным операциям команды. Уже во время своего второго сезона в команде Тибодо вывел «Тимбервулвз» в плей-офф впервые за последние 14 лет. 6 января 2019 года руководство Миннесоты уволило Тибодо со всех занимаемых им должностей.

### Нью-Йорк Никс
30 июля 2020 года клуб «Нью-Йорк Никс» объявил о том, что Тибодо назначен в качестве главного тренера. В укороченном сезоне 2020-21, первом в качестве главного тренера Никс, Тибодо привел «Никс» к первому выходу в серию плей-офф с сезона 2012-13. После того сезона Тибодо получил награду «Тренер года НБА» во второй раз в своей карьере. 3 июня 2025 года он был уволен с поста главного тренера команды, после того как «Никс» проиграли в финале восточной конференции.